# Foliole

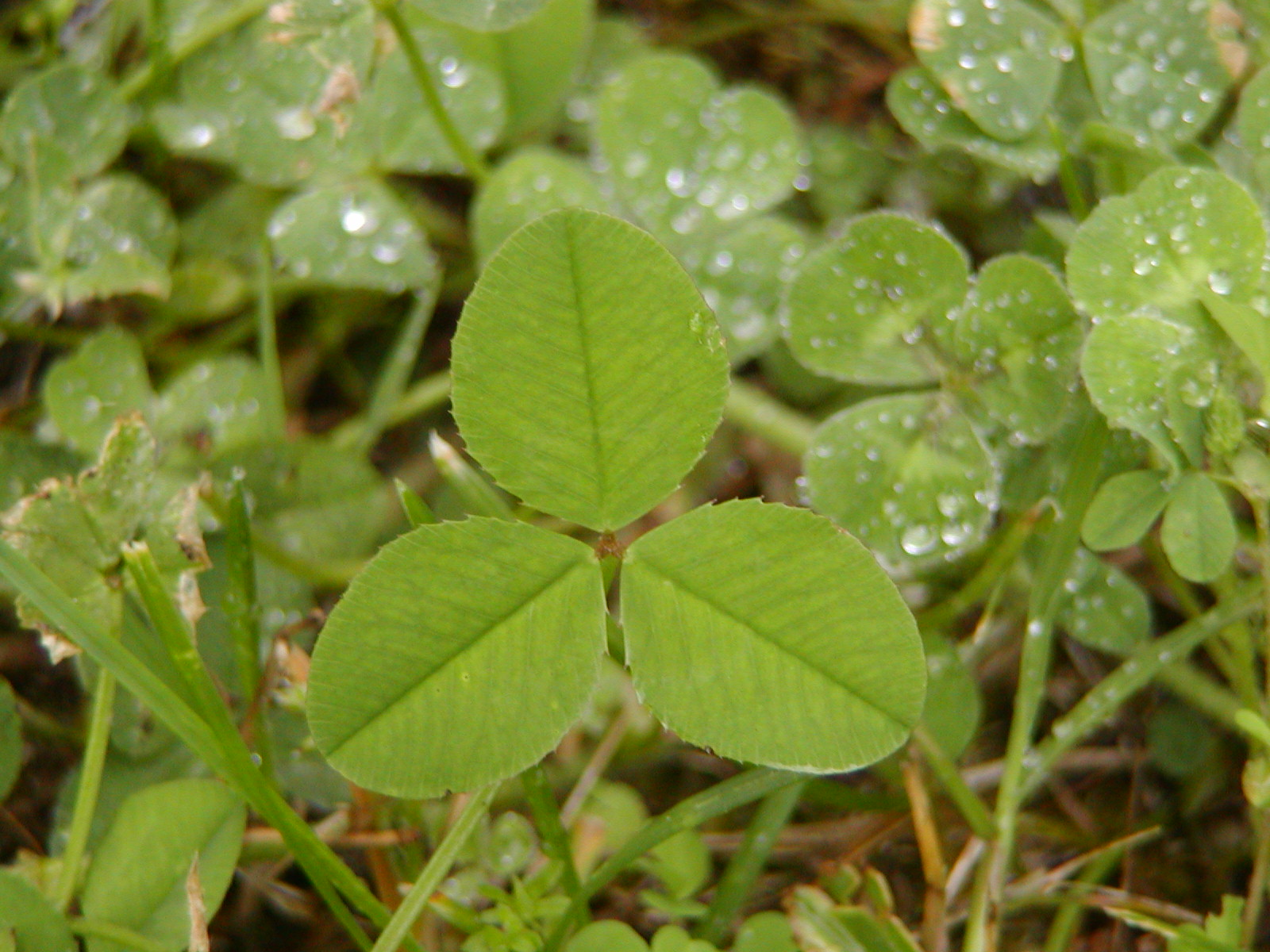
Feuille de trèfle à trois folioles

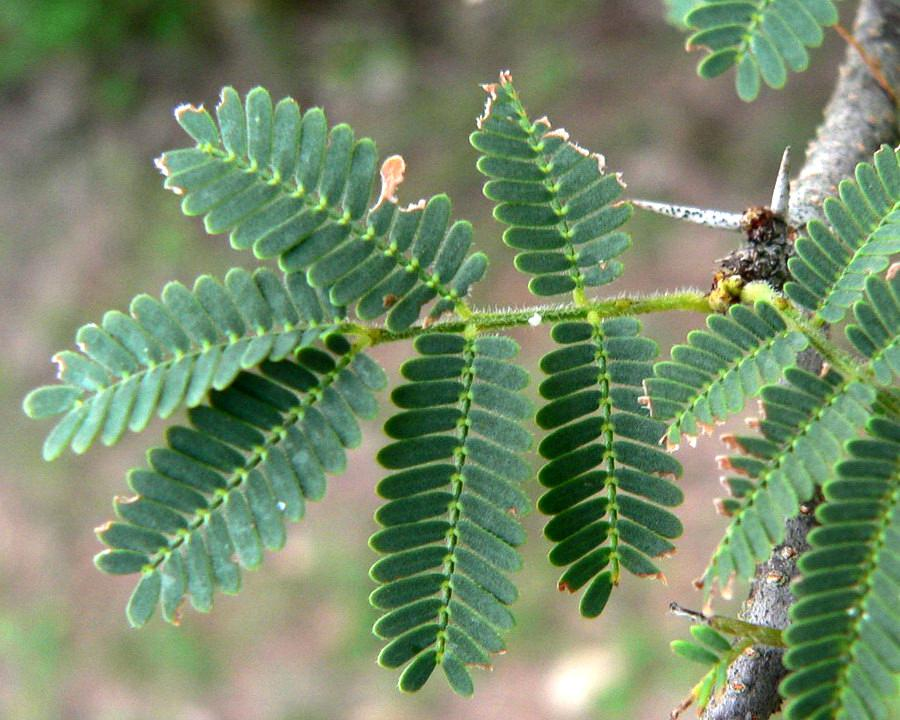
Cette feuille dAcacia tortuosa possède 3 paires de pennes (folioles) découpées en 11-13 paires de foliolules.

La foliole (du latin foliolum, « petite feuille »), parfois appelé penne ou pinnule, est une pièce foliaire constituant une des parties du limbe d'une feuille composée. La foliole a la même structure interne que le limbe.

## Description
Une feuille composée peut être :
- unifoliolée, si la feuille compte une seule foliole (cas du Citronnier, de Dalbergia ecastaphyllum ou de Genista versicolor), souvent confondue avec de vraies feuilles simples
- bifoliolée, si la feuille compte deux folioles (cas du courbaril),
- trifoliolée, si la feuille compte trois folioles (cas du trèfle),
- pennée, lorsque les pétiolules des folioles s'insèrent à différents niveaux de part et d'autre du rachis comme les dents d'un peigne,
- palmée, lorsque les pétiolules des folioles partent tous d'un même point, à l'extrémité du pétiole,
- pédalée lorsque certaines folioles s'insèrent sur les folioles voisines et non pas directement sur le rachis (cas de l'hellébore).

La feuille se distingue de la foliole par le fait
1. qu'elle est rattachée à la tige par un pétiole, au niveau d'un nœud
2. qu'à la base du pétiole, peuvent se trouver deux stipules, de petites pièces foliaires qui peuvent pour certaines espèces se transformer en épines (NB : on peut trouver des stipelles à la base des folioles comme chez Andira)
3. qu'au point d'insertion du pétiole et de la tige, se trouve un bourgeon axillaire

On peut rencontrer des cas de polymorphisme foliaire dans lesquels les folioles peuvent se subdiviser en foliolules, cas du févier ou du ponpon jon des Antilles (Acacia tortuosa) chez lesquels certaines feuilles sont doublement pennées, parfois incomplètement, certaines folioles étant elles-mêmes composées de plusieurs foliolules.
On distingue ces folioles (pennées) des feuilles composées par le fait que à l'aisselle de la feuille se trouve un bourgeon axillaire et qu'il n'y en a pas à l'aisselle de la foliole.
La taille des folioles ne permet pas de les distinguer des feuilles. Ainsi, chez Piscidia carthagenensis, le bois-enivrant des Antilles, les folioles peuvent être assez grandes (4-16 cm x 2-7 cm), alors que les feuilles de Dalbergia ecastaphyllum (liane à barrique) sont à peu près de même taille.
| Feuilles simple et composée                               | |                                                                                              |
|                                                           | |                                                                                              |
| Feuille composée de Piscidia carthagenensis, à 9 folioles | Feuilles composées unifoliolées de Dalbergia ecastaphyllum (on devine le « pétiole » divisé en deux par une fente d'abscission : le rachis rattaché à la tige, le pétiolule à la base du limbe) | Feuilles simples de Phyllanthus acidus, avec à l'aisselle des pétioles un bourgeon axillaire |

Chez certaines plantes, la foliole terminale est transformée en vrille, cas du petit pois.